# Ctenota armeniaca
Ctenota armeniaca là một loài ruồi trong họ Asilidae. Ctenota armeniaca được Paramonov miêu tả năm 1930. Loài này phân bố ở vùng Cổ Bắc giới.